# Гривіно (Калінінградська область)
Гривіно (рос. Гривино) — селище Німанського району, Калінінградської області Росії. Входить до складу Лунінського сільського поселення.
Населення —  84 особи (2015 рік). 